# Molophilus (Molophilus) gracilipes
Molophilus (Molophilus) gracilipes is een tweevleugelige uit de familie steltmuggen (Limoniidae). De soort komt voor in het Palearctisch en Nearctisch gebied.